# 贾家口镇
贾家口镇，是中华人民共和国河北省邢台市宁晋县下辖的一个乡镇级行政单位。

## 行政区划
贾家口镇下辖以下地区：
小刘村、朱家庄村、白木村、连邱村、东黄儿营村、西黄儿营村、延白村、大营上村、贾家口村、小河庄村、历城村、东候高村、西候高村、冯家庄村、东马家庄村、曹家楼村、尧台一村、尧台二村、尧台三村、神堂村和蔡家庄村。